# 生物声学

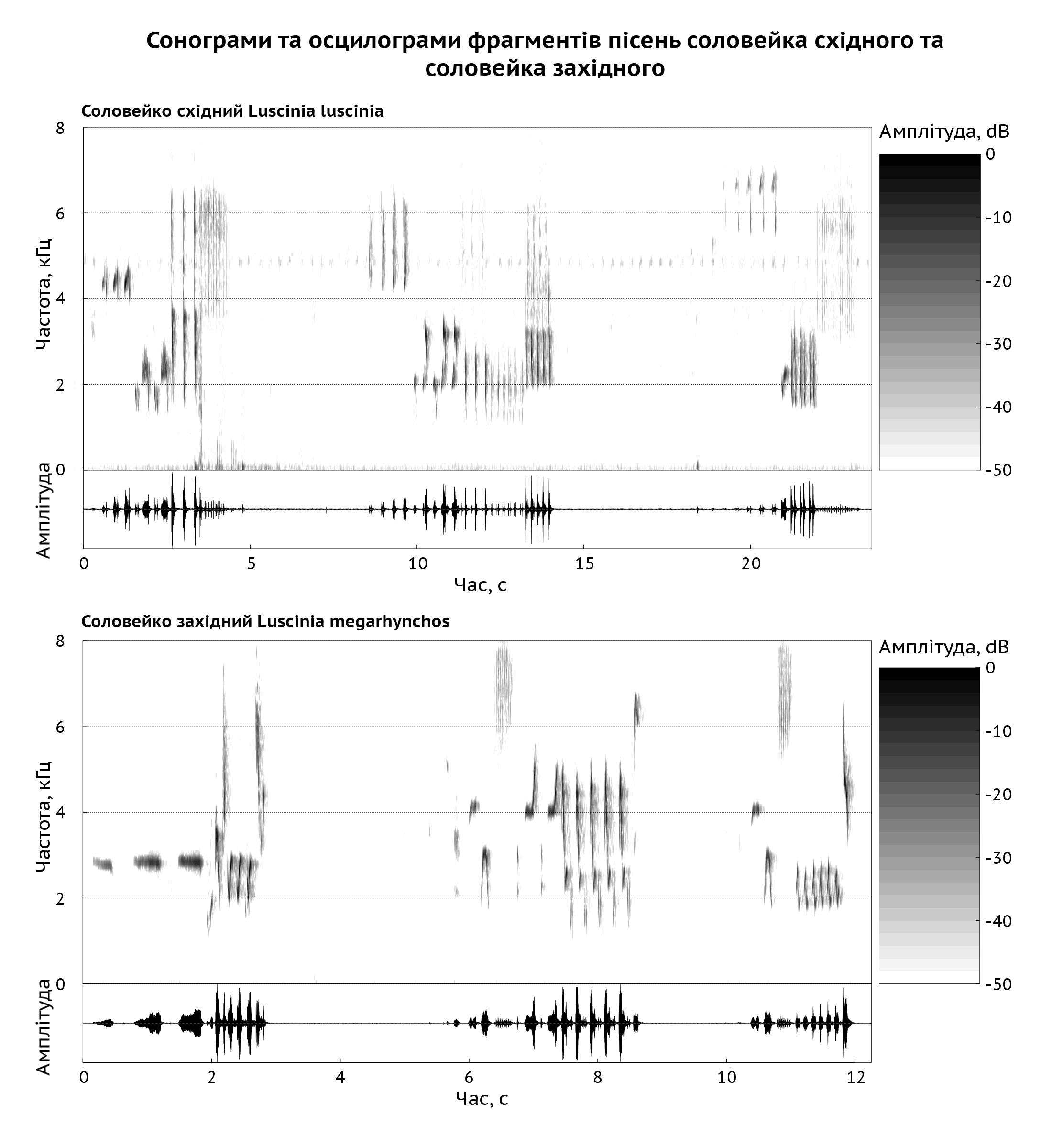
欧歌鸲和夜鶯鸣叫的声譜图，可用来区分这两个物种

生物声学是一门结合生物学、生态学和声学的交叉科学。研究对象通常是动物（包括人类）声音的产生、传播和接收。这涉及声音产生和检测的神经生理学和解剖学基础，以及声信号与其传播介质的关系。

## 发展历史
生物声学得益于声学、电子学与通信技术的发展，特别是20世纪中叶示波器的发明使得声音可视化，极大促进了动物发声的研究, 使生物声学迅速发展。
1956年4月, 第一届国际生物声学学术研讨会在美国宾夕法尼亚州召开。1963年, 法国科学家勒内·盖伊·布斯内尔（René-Guy Busnel）出版《动物声行为》（Acoustic Behavior of Animals）是生物声学发展的一个里程碑。1969年, 国际生物声学委员会在丹麦正式成立, 标志着生物声学正式建立。

## 研究对象
生物声学着重于研究除人类以外的动物声音。有研究发现一些植物也存在声音感知或对声音产生一定的生理响应, 某些植物与发声动物(例如蝙蝠)之间存在密切的声学联系。

## 研究领域

### 动物生物声学
动物生物声学研究各类发声动物及有听觉动物的声音交流机制，及其发声器官和听觉器官的发育、生理和演化规律。
动物生物声学早期关注于对动物声音的描述, 并通过声音来识别物种。19世纪末留声机发明后开始录制和复制野生动物的声音。现代动物生物声学研究范围包括了陆地和水体环境中各类动物(包括人类)的声音监测、识别、分类和分析。涉及的声音频率范围包括了次声(如大象)、可听声(和超声(如蝙蝠、一些昆虫)。
按照不同的动物类群，动物生物声学还可以分为、昆虫声学、鱼类声学、鸟类声学、啮齿动物声学和蝙蝠声学等。

### 生态声学
生态声学以生物、自然和人为声音等所有声音为研究对象, 着重于研究生态过程与声景的关系。声生态位假说和声适应假说是生态声学中的重要生态理论。此外，在景观生态学基础上形成的声景生态学已成为生态声学的一个分支领域。

### 水下生物声学
水下生物声学主要研究水生动物的听觉和发声机制，以及水下噪声对水生动物的影响。

### 环境生物声学
环境生物声学研究环境噪声对生物的影响。

### 保护生物声学
保护生物声学通过对濒危物种声音及其栖息地声景的保护，研究声音对生物多样性的影响。

### 计算生物声学
计算生物声学研究对各类生物声学数据的采集、存储、分析等。

## 研究方法
生物声学研究的第一步是收集声音，被动声学监测技术是生物声学研究中使用非常广泛的方法。获得声音数据后, 需要对声音数据进行分析，主要包括某特定(如某个物种)声音的信号检测及其识别分类。